# Sigrid Leyendecker
Sigrid Leyendecker (* 5. Juli 1977 in Kaiserslautern) ist eine deutsche Ingenieurin. Sie ist Professorin an der Friedrich-Alexander-Universität Erlangen-Nürnberg und leitet den Lehrstuhl für Technische Dynamik.

## Leben und Wirken
Sigrid Leyendecker schloss 2002 ihr Studium mit dem Diplom in Technomathematik an der Technischen Universität Kaiserslautern ab.  Im Jahre 2006 promovierte sie mit dem Thema Mechanical integrators for constrained dynamical systems in flexible multibody dynamics im Fachbereich Maschinenbau und Verfahrenstechnik. Sie habilitierte 2011, ebenfalls an der Technischen Universität Kaiserslautern, mit dem Thema On optimal control simulations for mechanical systems.
Von 2006 bis 2008 war sie Postdoctoral scholar (Alexander-von-Humboldt-Stiftung) am California Institute of Technology. Seit 2011 leitet sie den Lehrstuhl für Technische Dynamik am Department Maschinenbau an der FAU Erlangen-Nürnberg.
Ihre Forschungsschwerpunkte liegen in den Bereichen Dynamische Simulation mit mechanischen Integratoren, Mehrkörperdynamik, Biomechanik und menschliche Bewegung im Sport, Robotik in der Industrie und Medizin. Seit 2019 ist sie federführend an einem europäischen Doktorandennetzwerk beteiligt. Im Zentrum der 14 Forschungsprojekte steht die Frage, wie sich komplexe mechanische Systeme künftig besser modellieren und am Computer simulieren lassen.

## Veröffentlichungen
- Liste der Veröffentlichungen, Friedrich-Alexander-Universität